# Matz Sels
Matz Sels, właśc. Matz Willy Els Sels (ur. 26 lutego 1992 w Lint) – belgijski piłkarz występujący na pozycji bramkarza w angielskim  klubie Nottingham Forest oraz w reprezentacji Belgii.

## Kariera klubowa
Wychowanek Lierse SK, w swojej karierze grał także w KAA Gent z Eerste klasse A, angielskim klubie Newcastle United z EFL Championship i RSC Anderlecht.
26 lipca 2018 podpisał kontrakt z francuskim klubem RC Strasbourg z Ligue 1.

## Kariera reprezentacyjna
Sels został powołany do reprezentacji Belgii w październiku 2015 na mecze eliminacji turnieju UEFA Euro 2016 France przeciwko Andorze i Izraelowi. Zadebiutował 3 czerwca 2021 w towarzyskim meczu z Grecją, zastępując w 90. minucie Simona Mignoleta.

## Sukcesy

### Klubowe

#### KAA Gent
- Zwycięzca Eerste klasse A: 2014/2015
- Zdobywca Superpucharu Belgii: 2015[5]

#### Newcastle United
- Zwycięzca EFL Championship: 2016/2017

#### RSC Anderlecht
- Zdobywca Superpucharu Belgii: 2017

#### RC Strasbourg
- Zdobywca Pucharu Ligi Francuskiej: 2018/2019[6]